# Iracoubo

Gmina Iracoubo na mapie Gujany Francuskiej

Iracoubo – wieś i gmina w Gujanie Francuskiej. Gmina liczy 1680 mieszkańców (2013).
Miejscowość Bellevue należącą do gminy Iracoubo zamieszkuje liczna społeczność Indian.
Gmina znana w Gujanie z przygotowywanych przez Kreoli placków z manioku i orzechów kokosowych (sispas) i kaszki maniokowej (couac).

## Zabytki
Godny uwagi kościół św Józefa, w całości udekorowany przez więźnia Pierre’a Hugueta z obozu w Iracoubo. Fresk zajmuje 600 m² i jest dziełem sztuki naiwnej. Kościół został uznany za zabytek w 1978 roku.